# Yoda
Yoda é um personagem fictício no universo de Star Wars, criado por George Lucas. Ele aparece em seis filmes da saga (I, II, III, V, VI e VIII). Frank Oz, célebre criador dos Muppets, é o responsável pela sua voz. Possui apenas 76 centímetros, mas foi um sábio Mestre Jedi que liderou o Conselho Jedi por anos.
Sua raça é uma das mais misteriosas do universo de Star Wars não se sabendo nem o nome.Yoda havia centenas de anos, e foi mestre de vários jedi entre eles Conde Dookan e Luke Skywalker.

## Biografia
Medindo 66 centímetros de altura, Yoda é um membro de uma espécie de nome desconhecido. Ele foi o Grão Mestre da Ordem Jedi durante as Guerras Clônicas, um dos membros mais importantes do Alto Conselho Jedi nos últimos dias da República Galáctica, e um dos mais sábios e poderosos Jedi de todos os tempos. Tendo vivido por muito tempo (veio a falecer com aprox. 900 anos de idade), ele tinha excepcionais habilidades no combate de sabre de luz, onde usava as técnicas acrobáticas da Forma IV, além de um fenomenal conhecimento sobre a Força. De 300 ABY até 19 ABY ele treinou quase todos os Jedi da Galáxia — como Grande Mestre, ele instruia todos os Younglings do Templo Jedi antes deles serem adotados por um mestre, tendo Anakin Skywalker sido uma exceção quanto a isso.
O estudante mais importante de Yoda foi Luke Skywalker, o qual Yoda treinou para ser o futuro da Ordem após a sua quase completa destruição após a execução da Ordem 66. Tendo treinado o primeiro membro da Nova Ordem Jedi, Yoda serviu como canal entre as duas ordens, preservando a chama Jedi para uma próxima geração.

## Personalidade e características pessoais
A habilidade de aparecer como um espírito após se tornar um com a Força foi aprendida com Qui-Gon Jinn. Para seus estudantes, aparentava ser tanto como muito estrito ou como uma figura carinhosa, testando-os à extremos mentais e físicos em um momento e mostrando afeto no outro. Os estudantes também não gostavam dele no início, mas vinham a entender suas atitudes mais tarde. Yoda era muito habilidoso com o sabre de luz. Entre seus colegas do Conselho Jedi, ele era conhecido por fazer algumas travessuras e piadas. Para todos eles, ele era o humilde Yoda, que oferecia liderança instruída e sintetizava os ideais da Ordem Jedi; um mestre majestoso, ele era um sábio instrutor.
Yoda falava uma versão incomum do Básico. Ele usualmente colocava os verbos (principalmente verbos auxiliares) após o objeto e do sujeito (um formato objeto-sujeito-verbo). Um exemplo de fala de Yoda: "Quando novecentos anos você tem, ter aparência boa difícil é". Esse modo de falar também era mostrado por outros membros de sua espécie (ex: Yaddle), mas nem todos falavam dessa maneira (ex: Vandar Torake).
Quando velho, Yoda andava com a ajuda de uma bengala, embora ele fosse capaz de deixá-la de lado para se mover usando a Força. Uma de suas bengalas era presente dos Wookiees. Sua rara bengala gimer continha nutrientes que podiam sustentá-lo quando ele a mastigava. Ele também usava uma cadeira flutuante para se mover mais rapidamente pelo Templo Jedi.
Outro item único para Mestre Yoda foi um blissl, um instrumento similar a uma flauta de pan, que ele deixava em volta de seu pescoço enquanto estava em Dagobah. Durante as Guerras Clônicas, ele também fez uso de um Kybuck dado a ele de presente por uma princesa de Woolwarrica em Kashyyyk.

## Poderes e habilidades
Yoda era capaz de bloquear o relâmpago da Força desarmado e um formidável praticante do combate de sabre de luz; sua escolha preferida era a Forma IV - Ataru - a qual alcançou o máximo desenvolvimento. A Forma IV permitia ultrapassar suas limitações de tamanho e alcance. Ele era um espadachim excepcional, com incrível velocidade e destreza, saltando pelo ar e girando quando ele batia em uma defesa do inimigo. Yoda era um grande contribuidor para o alto nível de estratégia Jedi, e era um diplomata social comparável a Mace Windu.
Mestre Yoda podia controlar indivíduos tolos como o Capitão Typho e entrar nas mentes das outras, telecineticamente levantar objetos enormes, incluindo naves de pouso C-9979, e usar o Empurrão da Força ou a Onda da Força. Ele também era capaz do Arremesso de Sabre, como é demonstrado em seu retorno ao Templo Jedi durante o Grande Purgo Jedi. Sua habilidade com o Brio da Força lhe dava o poder necessário para fazer as manobras acrobáticas de Ataru.
Yoda também podia vencer batalhas levantando a força de vontade de milhares de companheiros enquanto simultaneamente enfraquecia os espíritos de milhares de oponentes, usando uma técnica da Força chamada de meditação de batalha. Realmente, sua simples presença no campo de batalha era capaz de encorajar os espíritos do Exército da República. Ele podia dissipar e desviar o relâmpago da Força desarmado, prever eventos com claridade e sentir a morte de pessoas individuais e identificá-las. De seu treinamento com Qui-Gon Jinn, conseguiu o poder de adquirir uma identidade após se tornar um com a Força. Essas habilidades, em particular, mostravam um conhecimento mais profundo da Força que muitos Mestres Jedi e Lordes Sith não possuíam.
Yoda também possuia a técnica chamada de Tutaminis que lhe permitia absorver e liberar energia a sua vontade. Yoda era usuário do "Force Valour" uma técnica que lhe permitia superar as limitações de sua idade avançada.

## República - 896 ABY até 32 ABY (Universo Legends)
Muitos detalhes do passado de Yoda são difíceis de determinar, mas alguns eventos de sua história foram estabelecidos. Nascido em um planeta remoto, Yoda originalmente não sabia que era um sensitivo à Força. Ele deixou seu planeta natal com um amigo Humano (que também não sabia que era um sensitivo à Força) em uma velha nave espacial para ir aos Planetas do Núcleo. Entretanto, muito antes deles chegarem ao seu destino, a nave foi atingida por um asteroide fazendo-a ficar danificada demais para os dois poderem consertar. Eles passaram vários dias vagando pelo espaço, fazendo eles ficarem exaustos. Tudo levava a acreditar que eles morreriam logo, quando seus sensores captaram um sistema estelar não muito longe. Eles tinham energia suficiente para chegar até lá, e foram em direção do sistema, onde bateram em um planeta pantanoso coberto de uma densa neblina.
Eles passaram poucos dias naquele lugar antes de serem encontrados por uma estranha criatura: o Mestre Jedi Ysalriano N'Kata Del Gormo, que revelou a eles que ambos eram sensitivos à Força. Mestre Gormo os levou até sua casa onde ele os treinou nos caminhos da Força e, após o treinamento deles estar completo, uma nave espacial da República Galáctica captou o sinal deles e resgatou os dois amigos, que agora eram dois Jedi. É possível que esse "resgate" tenha sido de fato planejado pelo próprio Mestre Gormo, que timidamente ajudou os dois de maneira bondosa, mas isso nunca foi confirmado.
Em 796 ABY, Yoda recebeu o título de Mestre Jedi e começou a treinar seu primeiro estudante, que seria um dos milhares de Padawans que Yoda treinaria durante sua vida. Mais tarde, Yoda foi um dos Mestres Jedi que lideraram a academia móvel a bordo da espaçonave Chu'unthor, que foi construída cerca de 500 ABY. Após bater no planeta Dathomir cem anos depois, Yoda e outros Jedi encontraram as Feiticeiras de Dathomir. Chegando a um empate, Yoda concordou em deixar as fitas de dados, embora não deixando maneiras de lê-las. As fitas foram dadas a Rell do Clã da Montanha Cantante para mantê-las à salvo até uma época em que os Jedi viriam salvar o planeta da escuridão e a informação poderia ser seguramente compartilhada com as Feiticeiras. Isso não aconteceu até 8 DBY.
Perto de 700 ABY, uma insurreição aconteceu em Bpfassh, e um número exessivo de Jedi Negros apareceu na região. O próprio Yoda levou um dos guerreiros negros para o planeta Dagobah. Nesse mundo nebuloso, Yoda e o Jedi negro batalharam, e Yoda emergiu vitorioso. Entretanto, o poder do lado negro dilatou-se, deixando um lugar sombrio na área. Isso mais tarde viria a manifestar-se como um nexo de energia sombria centralizado em uma antiga caverna escondida embaixo de uma árvore corroída.
Em 482 ABY, Yoda viajou até Kushibah na procura de um novo Padawan. Entre os diminutivos Kushiban, o Mestre Jedi encontrou o jovem Ikrit, e o levou para ser treinado como um Jedi.
Em 200 ABY, Yoda, junto com outros poderosos Mestres Jedi da época, descobriu que a forma da Força havia começado a se dissolver, se tornando incerta. Estudando o perplexo mistério em meditação silenciosa, o Alto Conselho Jedi (do qual Yoda agora fazia parte) foi unânime—o poder do lado negro estava crescendo.
Alguns acreditavam que isso significava um iminente retorno dos Sith, mas como nenhum Lorde Negro surgiu, Yoda sugeriu uma teoria alternativa; a chegada do profetizado Escolhido, que traria equilíbrio à Força.
Em oposição, vários dos jovens Jedi disputaram com a teoria de Yoda, e formaram uma seita — o Potentium. Essa heresia não foi aceita pelo Conselho, e Yoda liderou a campanha para expeli-los da Ordem em 130 ABY.
Cerca de 171 ABY, Yoda viajou até Ord Cestus e salvou os nativos X'Ting de um desastre. Eles homenagearam Yoda com uma estátua gigante do Mestre Jedi, de quase 70 metros de altura, dentro do Salão de Heróis X'Ting. Ele mais tarde foi o instrutor de sabre de luz de Cin Drallig.
Yoda foi forçado a entrar em combate—uma atividade que ele considerou como necessidade—durante o Conflito de Yinchorri de 33 ABY. Liderando seus companheiros membros do Conselho contra os guerreiros Yinchorri, Yoda provou que ele ainda era poderoso, mesmo em sua idade avançada.

## Crise no Planeta Naboo (A Ameaça Fantasma)
Em 32 ABY, Qui-Gon Jinn levou o jovem Anakin Skywalker ao Conselho Jedi, requisitando o treinamento do menino dizendo que Obi-Wan Kenobi havia completado os testes necessários para se tornar um Cavaleiro Jedi, pois um Jedi só podia ter um aprendiz naquela época. Yoda, como professor de muitos dos Jedi do Conselho, e sendo o membro mais venerado e respeitado, teve um papel importante na decisão inicial de negar o pedido. Yoda acreditava que os anos como escravo do menino o haviam afetado e que ele ainda era muito apegado à memória de sua mãe para ser treinado seguramente. O futuro de Anakin, na opinião de Yoda, era incerto.
Entretanto, após Qui-Gon Jinn ser morto por Darth Maul, o Conselho voltou atrás na decisão e deixou o aprendiz de Qui-Gon, Obi-Wan Kenobi, agora um Cavaleiro Jedi, treinar Anakin.

## Guerras Clônicas - 22 ABY até 19 ABY (O Ataque dos Clones - A Vingança dos Sith)

### Início da guerra
Uma década depois, durante a investigação de um estranho dardo venenoso, o Cavaleiro Jedi Obi-Wan Kenobi descobriu um enorme exército de clones que estava a ser criado em Kamino. Após muito debate, Yoda viajou até o planeta para ver esses clones por ele mesmo. Quando vários Jedi e a Senadora Padmé Amidala foram capturados no planeta Geonosis pelos Separatistas, notaram que uma fábrica de dróides montada no planeta estava produzindo um exército poderoso. Então foi decidido que os clones seriam usados para acabar com essa ameaça para prevenir a Galáxia de entrar em guerra. Isso também foi usado como uma missão de resgate para salvar a Senadora e os Jedi capturados.
Quando a batalha começou, Yoda descobriu que o exército dróide estava sendo liderado pelo seu antigo aprendiz Conde Dooku, que havia deixado a Ordem para se tornar um poderoso Lorde Sith e organizar a Confederação de Sistemas Independentes para se opor à República. Um duelo épico entre o saltitante Mestre Jedi e seu antigo aprendiz tomou início. Mestre Yoda provou ser capaz de poder conter todas as técnicas de Força do Lorde Sith, e após um pequeno mas explosivo duelo de sabre de luz em que o idoso Jedi se mostrou superior, o Conde fugiu, deixando Yoda distraído com um pilar a cair sobre os feridos Obi-Wan Kenobi e Anakin Skywalker. Yoda foi forçado a usar os seus poderes para parar o pilar e salvar os dois Jedi, dando a Dooku tempo suficiente para escapar.
Mesmo tendo a República ganho a Batalha de Geonosis sob os comandos do General Jedi Yoda, este sentiu logo que a Guerra dos Clones seria um longo e tumultuoso período para a República e para a Ordem Jedi. Durante a guerra, Yoda, junto com vários outros Mestres Jedi, tornou-se um General lutando pelo lado da República em várias batalhas em mundos espalhados pela Galáxia.

### Guerreiro de prontidão
Muito cedo no conflito, Yoda agiu como chefe de frontidão em Axion, liderando os soldados clones na batalha de cima de seu Kybuck. Nesse mundo contestado, ele salvou a vida do Comandante Brolis, e no processo ele derrotou um Dróide hailfire. Durante a Batalha de Muunilinst, Yoda foi ao resgate de Luminara Unduli e Barriss Offee após as Cavernas de Ilum serem destruídas por dróides camaleões. Em Ilum, Yoda descobriu que tinha sido o próprio Dookan que havia enviado os dróides para destruir o templo de cristais.
Yoda havia perdido seu antigo Padawan para o lado negro antes da guerra começar, mas durante o conflito, Yoda perdeu outro grande amigo. O Rei Alaric de Thustra estava planejando ceder o planeta para a Confederação, mas seu plano era se juntar à República quando a corrupção acabasse. Yoda viajou até Thustra para conversar com Alaric, mas seu velho amigo estava decidido, e eventualmente, o planeta entrou em guerra. Sem ver o estado de seu planeta, Alaric atirou com um blaster em Yoda, deixando-o com a única opção de se defender. Sem escolha, Yoda ricocheteou o tiro para o Rei. Yoda lamentou a morte de seu amigo, mas ele lamentou ainda mais ter usado seu sabre de luz na batalha, e temeu o fato que ele viria a usar sua arma em muitas outras batalhas que estavam por vir.
Próximo do fim da guerra, Yoda recebeu uma comunicação do Conde Dookan vinda de Vjun. Yoda estava ciente das armadilhas de Dookan, mas ele tinha esperanças de que o Conde estava tentando encontrar o caminho de volta ao lado da luz. Junto com os Cavaleiros Jedi Maks Leem, Jai Maruk, e seus Padawans Whie Malreaux e Tallisibeth Enwandung-Esterhazy, Yoda viajou secretetamente à Vjun. Entretanto, no caminho, Asajj Ventress atacou e capturou os quatro, matando Leem e Maruk. Ventress tentou destruir a estação espacial para matar Yoda. A pequena criatura verde, usando seus poderes, destruiu a nave de Ventress. Yoda então se encontrou com Dookan em Château Malreaux, e confrontou o Lorde Sith vendo que ele era inteiramente do lado negro. Dookan tentou converter Yoda ao lado negro, mas o Mestre Jedi facilmente deixou de lado as promessas de Dookan. Yoda também tentou converter Dookan ao lado da luz, e suas palavras pareceram causar um efeito profundo em Dookan. A intervenção inesperada de Obi-Wan Kenobi e Anakin Skywalker fez Dookan voltar ao lado negro, e Yoda foi forçado a entrar em um segundo combate com o Conde. Ambos Yoda e Dookan sobreviveram, mas cada um deixou a batalha com muito em suas mentes.

### Invasão de Coruscant
Yoda observando a Batalha de Kashyyyk. Apesar desse estado sombrio, Yoda ficava a maior parte do tempo em Coruscant, e coordenava os esforços de guerra do Templo Jedi. Durante a Segunda Batalha de Coruscant, Yoda novamente usou seu Kybuck, dando suporte as forças do Capitão Fordo com um combate de sabre de luz montado. Ele eventualmente mandou a criatura devolta ao Templo, e continuou lutando (lado a lado com Mace Windu) a pé. Apesar de seus esforços, os Jedi foram incapazes de prevenir o General Grievous de capturar o Supremo Chanceler Palpatine, mas Anakin Skywalker e Obi-Wan Kenobi conseguiram mais tarde resgatar o Chanceler, matando Dookan no processo. Com suas esperanças de trazer seu antigo pupilo devolta ao lado da luz agora acabadas, Yoda focou-se no objetivo de derrubar o último Lorde Sith, mesmo com a tensão entre o Alto Conselho Jedi e o Gabinete do Supremo Chanceler crescendo.
Em 19 ABY, o Supremo Chanceler Palpatine apontou Anakin como seu representante pessoal no Conselho Jedi. Novamente, o Conselho foi hesitante sobre o temperamento de Skywalker. Yoda novamente teve um papel importante na ascensão do jovem Jedi na ordem, e eles negaram o nível de Mestre Jedi à Anakin. Durante essa discussão, os clones informaram que os Wookiees estavam sob ataque e Yoda, que já tinha sido o vigilante do planeta, decidiu ir até Kashyyyk para ajudá-los. Yoda era habilidoso com a técnica da Meditação de Batalha, e usou esse poder durante a Segunda Batalha de Kashyyyk para ajudar os Wookiees e os clones.

### Sobrevivência
Enquanto Yoda estava em Kashyyyk, Palpatine, agora revelado como sendo Darth Sidious, ordenou que os clones implementassem a Ordem 66, que era a exterminação de todos os Jedi. Yoda sentiu que os Jedi estavam sendo mortos Galáxia adentro, e foi capaz de impedir o Comandante Gree e suas tropas de matá-lo. Com a ajuda dos Wookiees Chewbacca e Tarfful, Yoda conseguiu escapar do planeta e se encontrou com outro Jedi sobrevivente, Obi-Wan Kenobi, e o Senador Bail Organa de Alderaan. Os dois Jedi então foram ao conquistado Templo Jedi para poder reconfigurar o sinal que estava dizendo aos Jedi sobreviventes para retornar à Coruscant, o que era uma armadilha. Eles desativaram essa armação, após enfrentarem vários soldados clones, e viram o Templo coberto pelos corpos de Jedi assassinados, incluindo os Younglings, que foram mortos por um sabre de luz.
Yoda luta pelo caminho até o Templo Jedi, agora nas mãos do Império. Os dois logo descobriram que Anakin havia passado para o lado negro, e que agora ele estava com o título Sith Darth Vader. Eles concordaram que os dois Lordes Sith precisavam ser destruidos. Yoda continuou em Coruscant para confrontar o alto proclamado Imperador Palpatine, enquanto Obi-Wan enfrentaria seu aprendiz. Rapidamente derrotando os guardas de Palpatine com as habilidades que só um Mestre Jedi poderia ter, Yoda começou a batalha que decidiria o futuro da Galáxia. O Grande Mestre da Ordem Jedi e o Lorde Negro dos Sith estavam equilibrados. Durante a batalha, sua visão transpassou o véu do lado negro, e Yoda foi capaz de ver um reflexo do futuro. O que ele viu não é claro, mas uma coisa é certa—Yoda ganhou uma intuição de esperanças para a Galáxia, e ele não poderia arriscar morrer ali.
Yoda e o Imperador Palpatine duelam no Gabinete do Supremo Chanceler. A batalha terminou em um empate, quando uma explosão da Força (causada pela deflexão de Yoda para se defender dos relâmpagos da Força de Palpatine) os separou. Ambos os mestres foram capazes de se segurar nas câmaras do Senado; Sidious conseguiu se agarrar a uma câmara para não cair no chão, Yoda, entretanto, foi incapaz de se segurar, e caiu vários andares até bater no chão do Senado. Naquela hora, Yoda estava muito cansado para continuar a luta, e graças a Bail Organa, ele conseguiu escapar para Polis Massa.
Lá, ele foi um instrumento na decisão do destino das crianças Skywalker, concordando que Luke e Leia deveriam ser escondidos de Darth Vader e do Imperador em lugares insuspeitáveis. Além do idoso Mestre Jedi, somente os Organas, os Lars, e Kenobi poderiam saber a localização das crianças. Ele também contou a Obi-Wan outro segredo—um velho amigo, Mestre Qui-Gon Jinn, havia encontrado o caminho para adquirir uma identidade após a morte, uma habilidade que ele ensinaria a ambos. Yoda tomaria um papel que ele não teve durante séculos: um aprendiz.

## Exílio - 19 ABY até 4 DBY (A Vingança dos Sith- O Retorno de Jedi)
Yoda observa Dagobah, seu novo lar, com pouco entusiasmo. Durante o Grande Purgo Jedi, Yoda escapou para Dagobah e ficou nesse planeta pantanoso durante a Guerra Civil Galáctica. Ele fez sua casa dentro de uma árvore sensitiva à Força, deixando o organismo absorver o poder da Força que estava em volta. Assim, a marca de Yoda na Força estaria escondida, e Darth Vader seria incapaz de encontrar o santuário do pequeno mestre verde.
Em adição às formas maciças que disfarçariam sua presença na Força Viva, havia vários outros fatores que contribuiam para a decisão de Yoda de viver em Dagobah, como a Caverna do Lado Negro, que contrariaria sua presença no lado luminoso, e o fato de Dagobah ser um dos trinta e sete planetas apagados dos Arquivos Jedi, o que ajudaria seu anonimato. Yoda matou outro Jedi Negro de Bpfassh aqui em 19 ABY.
Yoda passa seus conhecimentos para Luke Skywalker. Logo após isso, Qu Rahn foi até Dagobah e aprendeu muitas habilidades com o sábio e velho mestre. Antes da Batalha de Hoth, Tash e Zak Arranda também se encontraram com Yoda. Foi durante esses anos que o pequeno mestre Jedi criou um gosto por ensopado de raízes.
Em um certo ponto do exílio, o cronista da Aliança, Major Arhul Hextrophon, descobriu o paradeiro de Yoda e viajou até Dagobah para encontrá-lo. Yoda originalmente planejou limpar a mente de Arhul, mas decidiu não fazê-lo, já que não era o modo Jedi causar dor e sofrimento — nesse caso, a perda de memória. Hextrophon prometeu que não revelaria a existência de Yoda. Ele apagou os arquivos que o levaram até o mestre Jedi, e mesmo podendo publicar essas informações em seu jornal privado, é acreditado que ele manteve sua palavra.
Quando Luke Skywalker (filho de Anakin Skywalker) pousou em Dagobah, Yoda relutantemente concordou em treiná-lo nos caminhos da Força, expressando cuidado quando sentiu que a personalidade de Luke era similar à de Anakin e julgando-o muito velho para treinamento. O Mestre Jedi provou ser o excelente professor que era, treinando Luke no tempo limitado que eles tinham. Entretanto, antes do treinamento estar completo, Luke escolheu deixar Dagobah para confrontar Darth Vader na Cidade das Nuvens e salvar seus amigos. Yoda tentou convencer Luke a ficar, achando que ele não estava pronto para confrontar Vader ainda. Entretanto, nem Yoda e o espírito de Obi-Wan conseguiram persuadi-lo a ficar. O jovem Luke prometeu voltar para completar o treinamento.
Luke retornou um ano depois, e encontrou o velho Yoda em péssima saúde, obviamente incapaz de continuar seus ensinamentos. Yoda disse a Luke que seu último teste para se tornar um Jedi seria enfrentar Darth Vader. Yoda então morreu com 900 anos de idade e se tornou um com a Força. Na celebração após a Batalha de Endor, Luke pôde ver os espectros de Yoda, Obi-Wan, e de seu redimido pai.

## Criação e desenvolvimento do personagem

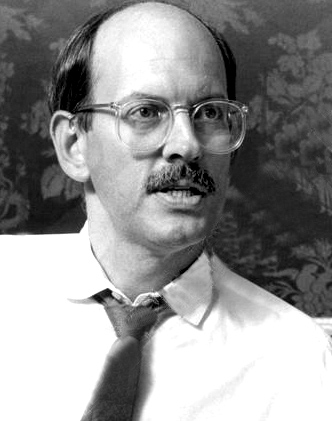
Frank Oz em 1984

Uma versão em CGI de Yoda em The Phantom Menace foi criada durante o processo de animação do Revenge of the Sith. Yoda é dublado por Frank Oz. Na Trilogia Original, ele foi feito como um Muppet (controlado por Oz). A aparência de Yoda foi originalmente criada pelo artista de maquiagem Stuart Freeborn, que baseou o rosto de Yoda em parte em seu próprio rosto e em parte no de Albert Einstein. Criado por computação gráfica em Attack of the Clones e Revenge of the Sith, Yoda aparece de maneiras que não eram possíveis anteriormente, como em elaboradas sequências de luta. Nas dramatizações de rádio de The Empire Strikes Back e Return of the Jedi, ele é dublado pelo ator de personagem veterano John Lithgow.
Durante a filmagem de Star Wars Episode II: Attack of the Clones, o diretor George Lucas brincou com o ator Christopher Lee quando botou dentes de vampiro em um boneco de Yoda durante a batalha de sabres de luz do final do filme. Isso foi uma referência à carreira de Lee como o famoso vampiro Drácula nos filmes Hammer Horror de 1960s-70s. O Yoda vampiro pode ser visto em uma cena nos documentários do DVD de Ataque dos Clones.
A popularidade de Yoda é tanta que o músico comediante "Weird Al" Yankovic criou uma versão da música "Lola", de the Kinks, chamada "Yoda", que foi incluida no álbum Dare To Be Stupid (1985). Mais recentemente, the Great Luke Ski criou uma versão da música "YMCA", de Village People, chamada de "Y.O.D.A" incluida nos álbuns Fanboys'n Da Hood (1996) e Carpe Dementia (1999).
Arte conceitual bem antiga de Yoda. O produtor/diretor Mel Brooks retratou o personagem de Yoda em seu filme de 1987, Spaceballs. O personagem era um diminutivo ser chamado Yogurt que era especializado em manipular uma energia mágica chamada de Salsicha.
Yoda também tem uma pequena aparição no filme It's a Very Merry Muppet Christmas Movie, dublado por Eric Jacobson.
O nome Yoda é derivado de "Yodeah", o Sânscrito para a palavra "guerreiro". O nome também pode estar conectado com o Hebreu "Yodea", que significa "Ele sabe" ou "Aquele que sabe". Adicionalmente alguns acreditam que o nome pode ser uma referência as técnicas de Yoga, uma antiga atividade da mente, corpo, e espírito que influencia muitas artes marciais, como Tai Chi Chuan, e que certamente deve ter inspirado muitos conceitos e habilidades demonstrados por ambos os usuários do lado luminoso e do lado negro de Star Wars.
Yoda também aparece no vídeo musical Yoda hip hop, que pode ser acessado pelo DVD de "A Vingança dos Sith" quando você vai ao Menu de Opções, selecione o logo de THX, e aperte 11-espere a pausa e aperte 3-espere a pausa e finalmente aperte 8.
Para trazer o time de animação de volta à forma por seu trabalho no Episódio III, Rob Coleman e seu time trocaram a marionete de Yoda do Episódio I pela versão digital do Episódio III como um teste para ver até onde eles poderiam ir nos termos de computação. Essa cena pode ser vista em DVD, quando você assiste o documentário "The Chosen One" do disco dois de A Vingança dos Sith. A cena ainda não foi lançada em uma versão em DVD de A Ameaça Fantasma.
Desenvolver Yoda foi uma aventura arriscada e meticulosa para todos os envolvidos. O mundo dos filmes de fantasia era bem diferente nos anos 70, e a noção de ter um ator coadjuvante com um tempo significativo de atuação interpretado por uma marionete era desconhecida. Ao contrário dos bem-sucedidos "Muppets", yoda deveria ser visto como uma criatura alienígena viva, e não uma criação extravagante. Além disso, o personagem tinha o papel de passar filosofias antigas e sabedoria infinita. Como funcionaria?
Na prévia história do desenvolvimento de Yoda, as descrições iniciais variavam de um enorme ser alienígena a um pequenino ser. A direção diminutiva venceu, e os artistas conceituais do Império desenvolveram ilustrações de gnomos e criaturas élficas. no tratamento da história, o nome completo de Yoda era Minch Yoda, e em seu primeiro rascunho, ele era conhecido apenas como minch. Uma vez que o design foi estabelecido, Yoda foi construído pelo supervisor de criaturas e maquiagem Stuart Freeborn, que desenhou o alienígena como um marionete complexamente detalhado. yoda foi trazido à vida pela performance vocal e movimentos de Frank Oz, um colaborador veterano de Jim Henson.
Yoda tinha o papel de continuar a tarefa de Obi-Wan Kenobi, a quem George Lucas matou em um duelo dramático e necessário em Uma Nova Esperança. Dada a liberdade de criar um novo personagem, Lucas inventou Yoda como um velho, antigo e incrivelmente sábio ser místico. Ele uniu os dois personagens, apesar de yoda ter sido um dos instrutores de Obi-Wan em sua juventude.
Para o retorno de Yoda no Episódio I, um novo e rejuvenescido boneco foi construído pelo time animatrônico de Nick Dudman. Para duas tomadas em A Ameaça Fantasma, Yoda foi criado como um personagem totalmente gerado por computador.
Para o Episódio II, Lucas arriscou a tomar um personagem idolatrado e recriá-lo não em sua forma original de boneco, mas um ser inteiramente gerado em computador. Logo no começo da produção, se tornou claro que o duelo entre yoda e Dooku só seria possível com um Yoda CG, mas o diretor de animação Rob Coleman perseguiu de forma determinada o objetivo de mostrar o Mestre Jedi com um personagem animado através de todo o filme.
A equipe de Coleman secretamente desenvolveu testes de animação usando cenas-chave de O Império Contra-Ataca. Ele animaram Yoda recitando memoráveis linhas de diálogo, e também tomadas do Mestre Jedi sem diálogo, para demonstrar a habilidade conduzir uma atuação mesmo em silêncio. Baseado na força desses testes animados, a equipe de Coleman teve sinal verde para criar um Yoda digital.
Os animadores da ILM se esforçaram muito para não ofuscar as habilidades de Frank Oz. Eles deram um realismo biológico em sua animação, e aperfeiçoamentos como sincronismo labial e olhos piscantes, ao invés do "sincronismo de tubarão" e piscadas lentas do boneco. Outras imperfeições como as tremidas da orelhas de borracha de Yoda - as quais Oz sempre viu como um erro seu - foram recriadas da forma gerada pelo computador.

## Aparições
Em filmes, livros, jogos, comics, etc. da franquia
- Star Wars Republic: Vow of Justice
- Stones (Apenas mencionado)
- Yaddle's Tale: The One Below
- Star Wars Republic: Stark Hyperspace War
- Jedi Apprentice: The Rising Force
- Jedi Apprentice: The Dark Rival
- Jedi Apprentice: The defendors of the Dead
- Jedi Apprentice: The Uncertain Path
- Jedi Apprentice: The Captive Temple
- Jedi Apprentice: The Fight for Truth
- Jedi Apprentice: The Deadly Hunter
- Jedi Apprentice: The Evil Experiment
- Jedi Apprentice: The Ties That Bind
- Jedi Apprentice: The Only Witness
- Jedi Apprentice Special Editions 1: Deceptions
- Jedi Apprentice Special Edtions 2: The Followers
- The Secret of Tet-Ami
- Qui-Gon and Obi-Wan: Last Stand on Ord Mantell
- Star Wars Republic: Prelude to Rebellion
- Jedi Council: Acts of War
- Cloak of Deception
- Darth Maul: Shadow Hunter
- Star Wars Battlefront II
- Star Wars Episódio I: A Ameaça Fantasma
- Star Wars Republic: Outlander
- Star Wars Republic: Emissaries to Malastere
- Star Wars Republic: The Hunt for Aurra Sing
- Star Wars Republic: Rite of Passage
- Jedi Quest: Path to Truth
- Jedi Quest comic
- Jedi Quest: The Way of the Apprentice
- Outbound Flight (Apenas mencionado)
- Star Wars: Zam Wessel
- Jedi Quest: The Master of Disguise
- Jedi Quest: The School of Fear
- Jedi Quest: The Shadow Trap
- Jedi Quest: The Final Showdown
- The Approaching Storm
- Star Wars Episódio II: O Ataque dos Clones
- Puzzle Peace
- Star Wars: Republic Commando (Aparece em holograma)
- Star Wars: The Clone Wars
- Star Wars: Guerras Clônicas
  - "Capítulo 1"
  - "Capítulo 5"
  - "Capítulo 14"
  - "Capítulo 15"
  - "Capítulo 16"
  - "Capítulo 20"
  - "Capítulo 21"
  - "Capítulo 23"
  - "Capítulo 25"
- Shatterpoint
- Legacy of the Jedi
- The Hive (Apenas mencionado)
- Jedi: Yoda
- Jedi: Count Dooku
- Star Wars Republic 63: Striking from the Shadows
- Honor Bound
- Deep Forest
- Secrets of the Jedi
- Jedi Trial
- Yoda: Dark Rendezvous
- Star Wars: Obsessão
- Sithisis
- Star Wars Republic: The Siege of Saleucami (visão para Tholme)
- Reversal of Fortune
- Labirinth of Evil
- Star Wars Episódio III: A Vingança dos Sith
- Star Wars Republic: The Hidden Enemy
- Dark Lord: The Rise of Darth Vader (Apenas mencionado)
- The Last One Standing (Apenas mencionado)
- The Last of the Jedi: Death on Naboo (Apenas mencionado)
- Empire at War: Forces of Corruption
- Galaxy of Fear: The Hunger
- The Hidden
- Star Wars Episódio V: O Império Contra-Ataca (Primeira aparição)
- Slippery Slope
- Star Wars Episódio VI: O Retorno de Jedi
- Marvel Star Wars 92: The Dream (Aparece como fantasma ou espírito)
- The Courtship of Princess Leia (Aparece em holograma)
- Tall Tales (Apenas mencionado)
- Star Wars: União (sonho)
- Junior Jedi Knights: Anakin's Quest (Apenas mencionado)
- Junior Jedi Knights: Vader's Fortress (Apenas mencionado)
- Betrayl (Imagem apenas)
- Bloodlines (flashback)

Aparições não-canônicas
- Force Fiction
- LEGO Star Wars: The Video Game
- Star Wars Infinities: A New Hope
- Star Wars Infinities: The Empire Strikes Back
- Return of the Ewok
- Star Wars Infinities: Return of the Jedi
- Do or Do Not (Aparece como fantasma ou espírito)
- Star Wars: Yoda Stories
- LEGO Star Wars II: The Original Trilogy

Soul Calibur IV
Yoda também é um personagem convidado no game Soul Calibur IV para XBOX.
Para jogar com ele no Playstation 3, deve ser pago uma taxa de 4,99 e salvá-lo no HD, assim Yoda será um personagem jogavel.